# Airbus Helicopters
La Airbus Helicopters, dal 1992 al 2013 Eurocopter, è un'industria internazionale che produce elicotteri ed ha sede a Marignane in Francia.

## Storia
La società si è costituita nel 1992 dopo la fusione delle divisioni elicotteri della francese Aérospatiale e della tedesca Deutsche Aerospace.
Come conseguenza delle fusioni avvenute tra le società che possedevano la proprietà azionaria, il Gruppo Eurocopter divenne proprietà della EADS.
Dal 2 gennaio 2014 fu ridenominata (contestualmente al cambio nome delle altre sussidiare dell'Airbus Group) come Airbus Helicopters.
Nel 2001, la produzione Eurocopter rappresentava il 40% del mercato mondiale e il 30% di quello americano.
Il 14 maggio 2005, un elicottero Écureuil di produzione ha raggiunto la punta del monte Everest e, eseguendo un atterraggio, ha realizzato il record mondiale per la più alta quota di decollo di un elicottero.

## Velivoli prodotti
Di seguito la lista dei velivoli prodotti dalla Airbus Helicopters o dalle società preesistenti che si sono fuse sotto questo nome.
Per i modelli prodotti da Eurocopter (EC) valgono queste convenzioni:
- 100 per i modelli civili, 600 per le versioni militari
- + 10 volte il tonnellaggio dell'aeromobile
- + 5 se è bi-turbina

esempi:
- EC130 → versione civile (100), di tre tonnellate (+30), mono-turbina (+0).
- EC225 → versione civile (100), di dodici tonnellate (+120), bi-turbina (+5).
- EC725 → versione militare dell'EC225 (600 +120 +5).

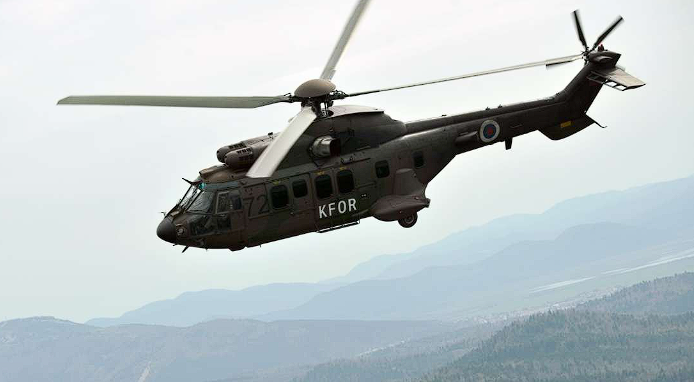
Il logo della Eurocopter

Dalla sigla del modello è possibile risalire al costruttore che originariamente avviò la produzione:
- - EC : Eurocopter
  - AS : Aérospatiale (Société nationale industrielle aérospatiale o SNIAS)
  - SA : Sud-Aviation
  - SE : Société nationale des constructions aéronautiques du sud-est (SNCASE)
  - SO : Société nationale des constructions aéronautiques du sud-ouest (SNCASO)
  - BO : Messerschmitt-Bölkow-Blohm (MBB) (Germania)
  - BK : MBB-Kawasaki (Germania/Giappone)

Classi di peso:
- - H : pesante
  - M : medio
  - L : leggero

Motorizzazione:
- - T : turbina

### Elicotteri in produzione
| Versione civile                | Denominazione civile | Versione militare            | Denominazione militare |
| Leggeri                        |                      |                              |                        |
| Eurocopter EC 120 Colibri      | H120                 |                              |                        |
| Aérospatiale AS 355 Ecureuil 2 | H125                 | Aérospatiale AS 355 Fennec 2 | H125M                  |
| Eurocopter EC 130              | H130                 |                              |                        |
| Eurocopter EC 135              | H135                 | Eurocopter EC635             | H135M                  |
| Eurocopter EC 145              | EC145                |                              |                        |
| Eurocopter EC 145              | H145                 | Eurocopter EC 645            | H145M                  |
| Medi                           |                      |                              |                        |
| Eurocopter X3                  | AS365 N3+            |                              |                        |
| Eurocopter EC 155              | H155                 | Aérospatiale AS 565 Panther  | AS565MBe               |
| Airbus Helicopters H 160       | H160                 |                              |                        |
| Eurocopter EC 175              | H170                 |                              |                        |
| Pesanti                        |                      |                              |                        |
| Aérospatiale AS 332 Super Puma | AS332C1e             |                              |                        |
| Aérospatiale AS 332 Super Puma | AS332L1e             | Aérospatiale AS 532 Cougar   | AS532ALe               |
| Eurocopter EC 225 Super Puma   | H225                 | Eurocopter EC 725 Caracal    | H225M                  |
| Speciali                       |                      |                              |                        |
|                                |                      | Eurocopter Tiger             | EC665 Tiger            |
|                                |                      | NHIndustries NH90            | NH90TTH NH90NFH        |

### Tutti gli elicotteri
| Versione civile | Denominazione civile | Classe | Motorizzazione | primo volo            | Versione militare | Denominazione militare |
| Alouette II     | SE3130 SE3180        | L      | 1 T            | 12/03/1955            | Alouette II       | SE3130 SE3180          |
| Lama            | SE3150               | L      | 1 T            | 11/03/1958            | Lama              | SE3150                 |
| Alouette III    | SE3160 SA319         | L      | 1 T            | 28/02/1959            | Alouette III      | SE3160 SA319           |
| Super Frelon    | SA321                | H      | 3 T            | 07/12/1962            | Super Frelon      | SA321                  |
| Puma (1)        | SA330                | M      | 2 T            | 15/04/1965            | Puma              | SA330                  |
| Bo 105          | Bo105                | L      | 2 T            | 16/02/1967            | Bo 105            | Bo105                  |
| Gazelle (1)     | SA341 SA342          | L      | 1 T            | 07/04/1967 (SA 340)   | Gazelle           | SA341 SA342            |
| Dauphin         | SA360                | M      | 2 T            | 02/06/1972            |                   |                        |
| Dauphin         | SA365                | M      | 2 T            | 24/01/1975            | Panther           | AS565                  |
| Dauphin         | EC155                | M      | 2 T            | 17/06/1997            | Dolphin           | HH-65A                 |
| Écureuil        | AS350                | L      | 1 T            | 27/06/1974            | Fennec            | AS550                  |
| Écureuil        | AS355                | L      | 2 T            | 28/09/1979            | Fennec            | AS555                  |
| Écureuil        | EC130                | L      | 1 T            | 21/06/1999            |                   |                        |
| Super Puma      | AS332 EC225          | M      | 2 T            | 13/09/1978 11/2000    | Cougar/Caracal    | AS532 EC725            |
| BK 117 EC 145   | BK117 EC145          | L      | 2 T            | 13/06/1979 12/06/1999 | EC 645 Lakota     | EC645 UH-72A           |
|                 |                      | M      | 2 T            | 27/04/1991            | Tigre/Tiger       | EC665                  |
| EC135           | EC135                | L      | 2 T            | 15/02/1994            | EC635             | EC635                  |
| Colibri         | EC120                | L      | 1 T            | 09/06/1995            | Colibri           | EC120                  |
|                 |                      | M      | 2 T            | 18/12/1995            | NH90(2)           |                        |
| EC 175          | EC175/Z-15           | M      | 2 T            | 17/12/2009            |                   |                        |

(1): in collaborazione con Westland Helicopters (Regno Unito)
(2): nell'ambito del consorzio NHIndustries, costituito con AgustaWestland e Stork Fokker Aerospace

## Aeromobili sperimentali

### Rotori silenziosi
Dal 1998/99 Airbus Helicopters lavora a un possibile rotore silenzioso. La caratteristica è il rotore, progettato per la riduzione del rumore; le turbine con emissione sonora ridotta. L'effetto raggiunto dalle pale del rotore con angolo d'incidenza doppio (simile alle ali di un Albatros). La riduzione del rumore da 3 a 4 dB è il risultato.
Nell'autunno 2005 il sistema sperimentale è stato testato su un MBB-Kawasaki BK 117 S7045 presso la sede tedesca di Donauwörth. Lo sviluppo di serie è pensato per l'introduzione con l'EC 145. E successivamente agli altri velivoli.

### Propulsione Diesel
Al salone internazionale dell'aeronautica e dello spazio di Parigi-Le Bourget 2009 venne presentato il concept di un elicottero con motore Diesel, designato Bluecopters. Questo permetterebbe una diminuzione del rumore di 10 dB, la riduzione di anidride carbonica del 30% e del 60% di ossidi di azoto.

### Airbus Helicopters X3

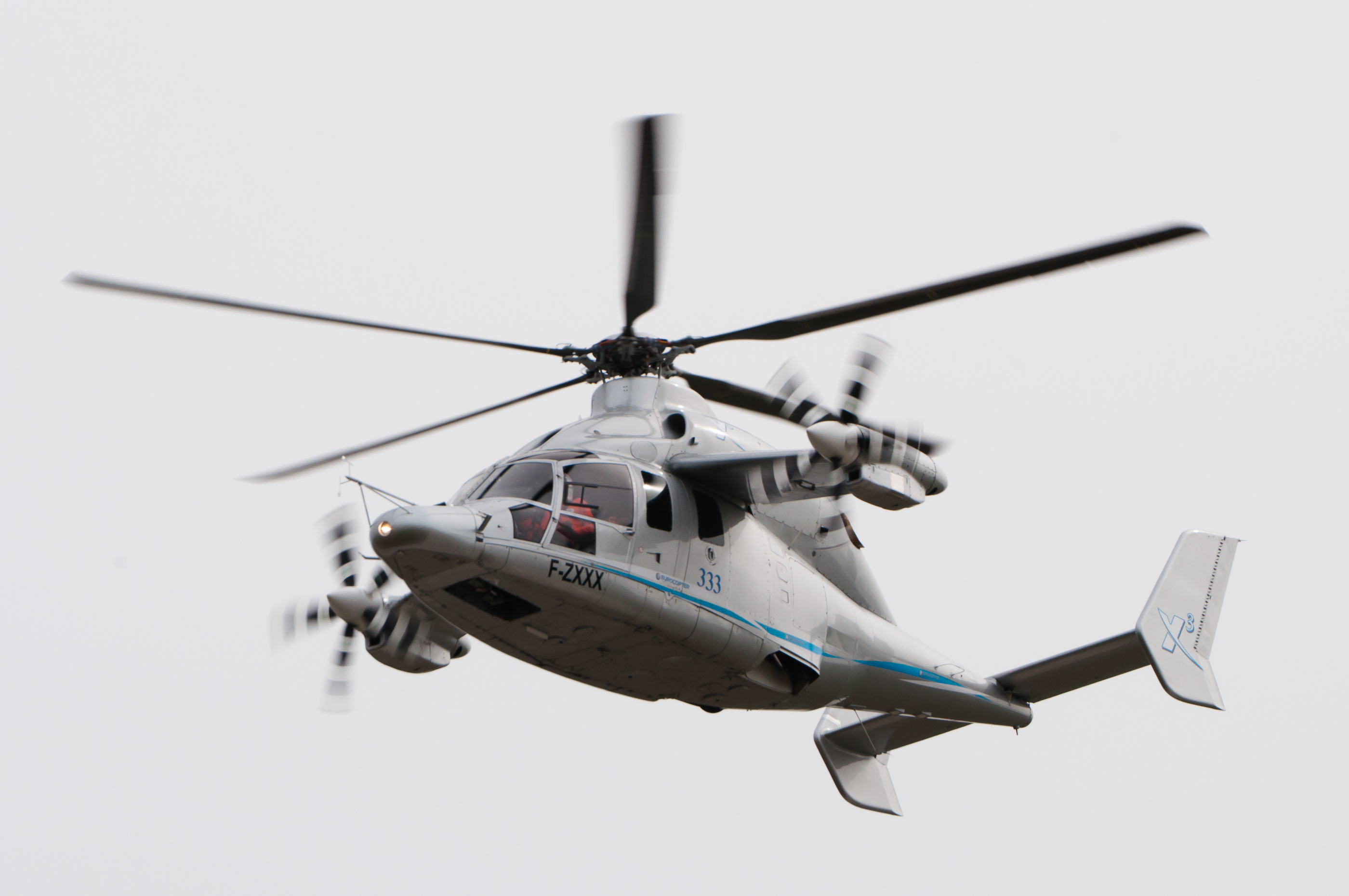
Airbus Helicopters X^{3} all'ILA 2012

Il 25 gennaio 2008 viene presentato un elicoplano. La denominazione è in tedesco Flugzeug-Helikopter-Hybrid, in inglese Highspeed-Hybrid-Helicopter, abbreviato H3, e poi successivamente X3 (X-Cube), dove X sta per eXperimental. Lo X3 si basa sulla cellula e sul rotore del EC155 (AS365 N4 Dauphin) con due turbine del NH90 tipo RTM322 della Rolls-Royce, e trasmissione del EC175. La velocità raggiunta sia massima che di crociera è più elevata. Il rotore di coda non è presente in quanto la funzione di questo dispositivo, quella di contrastare l'imbardata indesiderata generata dal rotore principale, è data dalla propulsione dei due motori a eliche laterali. Con questa configurazione si possono raggiungere i 220 kn (410 km/h). Il 6 settembre 2010 Airbus Helicopters effettua il volo di prova del X3 presso Istres-Le Tubé (Base Aérienne 125) con codice di registrazione degli aeromobili: F-ZXXX. Il passo successivo è il velivolo Airbus Racer.

### Eurocopter X6
Come successore del Super Puma viene pensato lo sperimentale X6.

### Eurocopter X9
L'Eurocopter X9 è un dimostratore tecnologico per un nuovo biturbina leggero, della gamma Eurocopter EC 135 e Eurocopter EC 145. La chiusura del programma Eurocopter X9 avvenne nell'agosto 2012 dal CEO Lutz Bertling e dal Bundeswirtschaftsminister Philipp Rösler. Il costo di sviluppo fu di 1 miliardo di Euro.

### Droni
In aprile 2013 Eurocopter presenta il drone basato sul EC 145. Sistema pensato per usi civili e militari.

### Airbus Racer

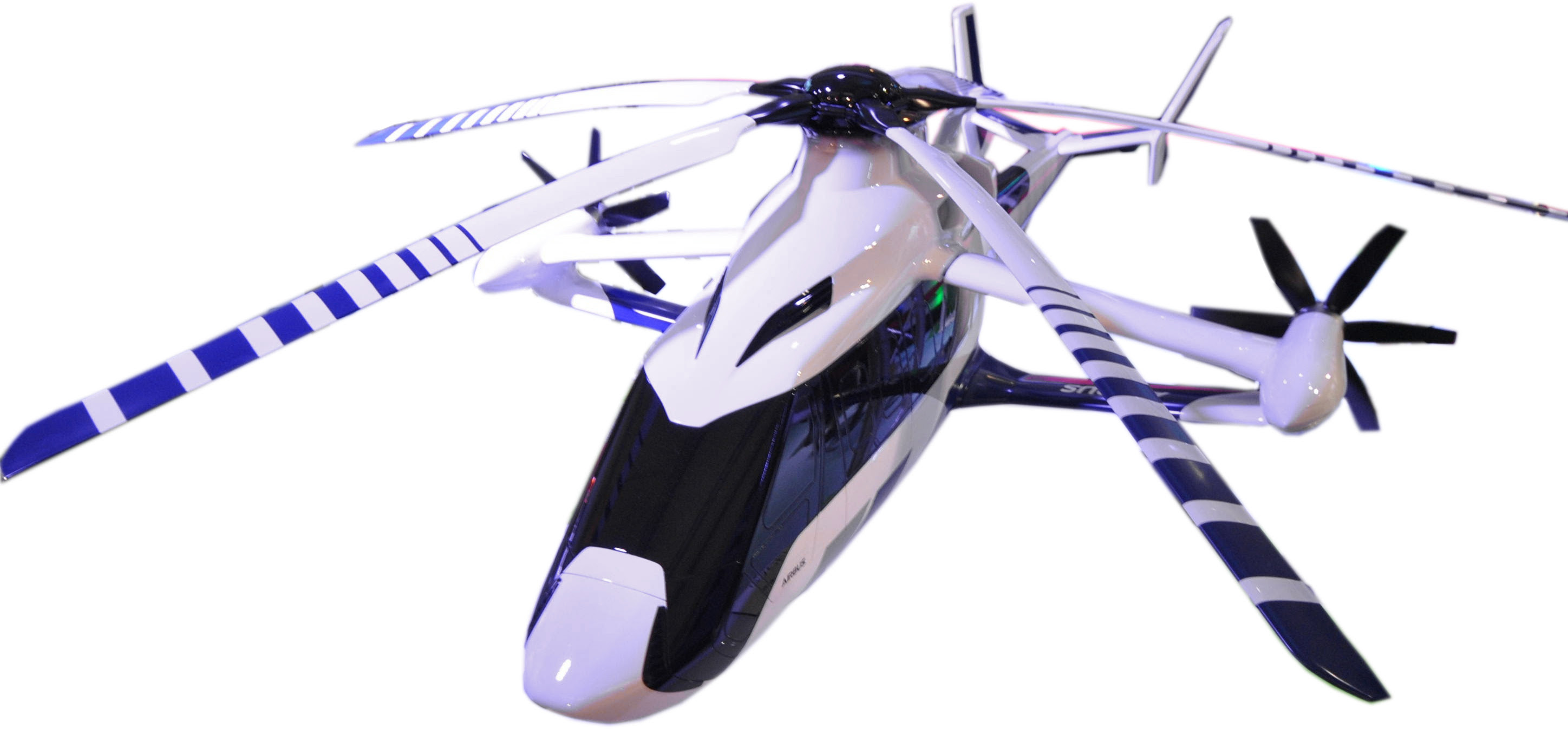
Airbus Helicopters Racer al Paris Airshow 2017

Al Paris Airshow 2017 viene mostrato una configurazione aerodinamica a ala chiusa per il programma ad alta velocità Clean Sky 2. Il nome „Racer“ sta per Rapid And Cost-Effective Rotorcraft. La velocità di crociera di oltre 400 km/h. L'assemblaggio finale è previsto per il 2019 e il primo volo nell'anno seguente. Si basa sul concept X3, con rotore principale e due eliche di spinta laterali. La propulsione data da due motori Rolls-Royce Turboméca RTM322.